# بورهكبا
بورهكبا او بورهكب (بالصومالية: Buurhakaba)‏هي بلدة تقع في محافظة باي في الصومال بلغ عدد سكان 360,795 نسمة في 2014. تقع على بعد 180 كم 110 ميل جنوب غرب العاصمة مقديشو و 60 كم 37 ميل شمال شرق من المركز الإقليمي بيدوا.
أخذت المدينة اسمها من جبل كبير في وسط المدينة اي بمعنى جبل هكبا.

## نبذه عامة
بورهكبا هي ثاني أكبر بلدة في محافظة باي في الصومال، ويبلغ عدد سكانها 360,795 نسمة. في التعداد السكاني عام 2014. تضم البلدة بورهاكبا الإدارية ما يقرب من 400 قرية. يقدر أن البلدة قد استقرت قبل ستة قرون.  تنقسم بورهكبا إلى عدة قرى إدارية وهي وابيري ، واداجير ، وهولواداج

## الجغرافيا والتركيبة السكانية
تقع بورهكبا على إحداثيات 2.7991 ° شمالاً، 44.0794 ° شرقاً بارتفاع 196 متر فوق مستوى سطح البحر. تفتقر إلى نهر دائم، و لديها وادي كبير يُعرف باسم "بوهول وينتي" الذي يمر عبر البلدة من الشمال والشرق والجنوب الشرقي. بعد هطول الأمطار الموسمية، يدعم الوادي الزراعة في المنطقة التي يستنزفها. يقدر معدل هطول الأمطار السنوي في المدينة من 550 إلى 620 ملم 22 إلى 24 بوصة. البلدة مأهولة بشكل أساسي من قبل عشيرة إيلاي، وهي عشيرة فرعية من رحنوين. اللغة الرئيسية المستخدمة في البلدة هي، ثاني أكبر لهجة في الصومال.
يُعتقد أن بورهكبا تحتوي على احتياطيات ضخمة من المعادن والصخور، بما في ذلك اليورانيوم في منطقة أليو جيلي والحديد والألمنيوم والفوسفور والكاولين والبوكسيت والجرانيت والرخام والأحجار الرملية والصخور المكسرة والحجر الجيري، على الرغم من حقيقة أنها لا تزال موجودة. ليتم استكشافها بشكل صحيح.  تتمتع بورهكبا بميزة إستراتيجية تتمثل في ربط المناطق الثلاث بكول وهيران وشبيلي السفلى

## المناخ
تتمتع بورهكبا بمناخ حار شبه جاف كوبن BSh، مثل معظم جنوب الصومال. متوسط درجة الحرارة 26.2 درجة مئوية أو 79.2 درجة فهرنهايت، ولكن يمكن أن تصل درجة الحرارة إلى 43 إلى 45 درجة مئوية 109.4 إلى 113.0 درجة فهرنهايت في ديسمبر ويناير. على النقيض من ذلك، تتمتع المدن في الجزء الشمالي من البلاد عمومًا بمناخ جاف حار كوبن بي دبليو إتش.
| البيانات المناخية لـبورهكبا/بيدوا           | البيانات المناخية لـبورهكبا/بيدوا | البيانات المناخية لـبورهكبا/بيدوا | البيانات المناخية لـبورهكبا/بيدوا | البيانات المناخية لـبورهكبا/بيدوا | البيانات المناخية لـبورهكبا/بيدوا | البيانات المناخية لـبورهكبا/بيدوا | البيانات المناخية لـبورهكبا/بيدوا | البيانات المناخية لـبورهكبا/بيدوا | البيانات المناخية لـبورهكبا/بيدوا | البيانات المناخية لـبورهكبا/بيدوا | البيانات المناخية لـبورهكبا/بيدوا | البيانات المناخية لـبورهكبا/بيدوا | البيانات المناخية لـبورهكبا/بيدوا |
| الشهر                                       | يناير                             | فبراير                            | مارس                              | أبريل                             | مايو                              | يونيو                             | يوليو                             | أغسطس                             | سبتمبر                            | أكتوبر                            | نوفمبر                            | ديسمبر                            | المعدل السنوي                     |
| ------------------------------------------- | --------------------------------- | --------------------------------- | --------------------------------- | --------------------------------- | --------------------------------- | --------------------------------- | --------------------------------- | --------------------------------- | --------------------------------- | --------------------------------- | --------------------------------- | --------------------------------- | --------------------------------- |
| الدرجة القصوى °م (°ف)                       | 44.0 (111.2)                      | 43.0 (109.4)                      | 43.0 (109.4)                      | 43.0 (109.4)                      | 40.3 (104.5)                      | 39.5 (103.1)                      | 37.0 (98.6)                       | 38.0 (100.4)                      | 39.0 (102.2)                      | 40.0 (104.0)                      | 44.0 (111.2)                      | 45.0 (113.0)                      | 45.0 (113.0)                      |
| متوسط درجة الحرارة الكبرى °م (°ف)           | 34.3 (93.7)                       | 35.7 (96.3)                       | 35.8 (96.4)                       | 34.1 (93.4)                       | 31.5 (88.7)                       | 30.4 (86.7)                       | 28.8 (83.8)                       | 29.3 (84.7)                       | 30.8 (87.4)                       | 30.9 (87.6)                       | 31.5 (88.7)                       | 32.9 (91.2)                       | 32.1 (89.8)                       |
| المتوسط اليومي °م (°ف)                      | 27.2 (81.0)                       | 28.0 (82.4)                       | 28.3 (82.9)                       | 27.5 (81.5)                       | 26.1 (79.0)                       | 25.1 (77.2)                       | 24.0 (75.2)                       | 24.3 (75.7)                       | 25.2 (77.4)                       | 25.5 (77.9)                       | 26.1 (79.0)                       | 26.6 (79.9)                       | 26.2 (79.2)                       |
| متوسط درجة الحرارة الصغرى °م (°ف)           | 19.9 (67.8)                       | 20.3 (68.5)                       | 20.9 (69.6)                       | 21.0 (69.8)                       | 20.8 (69.4)                       | 20.0 (68.0)                       | 19.3 (66.7)                       | 19.4 (66.9)                       | 19.7 (67.5)                       | 20.4 (68.7)                       | 20.2 (68.4)                       | 20.2 (68.4)                       | 20.2 (68.4)                       |
| أدنى درجة حرارة °م (°ف)                     | 14.3 (57.7)                       | 15.4 (59.7)                       | 16.0 (60.8)                       | 15.0 (59.0)                       | 14.0 (57.2)                       | 17.0 (62.6)                       | 15.0 (59.0)                       | 10.0 (50.0)                       | 15.0 (59.0)                       | 15.0 (59.0)                       | 16.0 (60.8)                       | 15.5 (59.9)                       | 10.0 (50.0)                       |
| معدل هطول الأمطار مم (إنش)                  | 1 (0.0)                           | 6 (0.2)                           | 23 (0.9)                          | 151 (5.9)                         | 118 (4.6)                         | 12 (0.5)                          | 19 (0.7)                          | 7 (0.3)                           | 13 (0.5)                          | 141 (5.6)                         | 80 (3.1)                          | 14 (0.6)                          | 585 (22.9)                        |
| متوسط الأيام الممطرة (≥ 0.1 mm)             | 0                                 | 1                                 | 3                                 | 11                                | 7                                 | 3                                 | 4                                 | 2                                 | 2                                 | 10                                | 7                                 | 2                                 | 52                                |
| متوسط الرطوبة النسبية (%)                   | 59                                | 58                                | 60                                | 70                                | 75                                | 70                                | 71                                | 67                                | 64                                | 72                                | 74                                | 67                                | 67                                |
| ساعات سطوع الشمس الشهرية                    | 288.3                             | 274.0                             | 275.9                             | 228.0                             | 238.7                             | 207.0                             | 161.2                             | 207.7                             | 219.0                             | 192.2                             | 237.0                             | 275.9                             | 2٬804٫9                           |
| ساعات سطوع الشمس اليومية                    | 9.3                               | 9.7                               | 8.9                               | 7.6                               | 7.7                               | 6.9                               | 5.2                               | 6.7                               | 7.3                               | 6.2                               | 7.9                               | 8.9                               | 7.7                               |
| نسبة وصول أشعة الشمس                        | 78                                | 81                                | 73                                | 62                                | 63                                | 56                                | 42                                | 55                                | 60                                | 52                                | 66                                | 75                                | 64                                |
| المصدر #1: الأرصاد الجوية الألمانية         |                                   |                                   |                                   |                                   |                                   |                                   |                                   |                                   |                                   |                                   |                                   |                                   |                                   |
| المصدر #2: منظمة الزراعة والاغدية الصومالية |                                   |                                   |                                   |                                   |                                   |                                   |                                   |                                   |                                   |                                   |                                   |                                   |                                   |

## اقتصاد

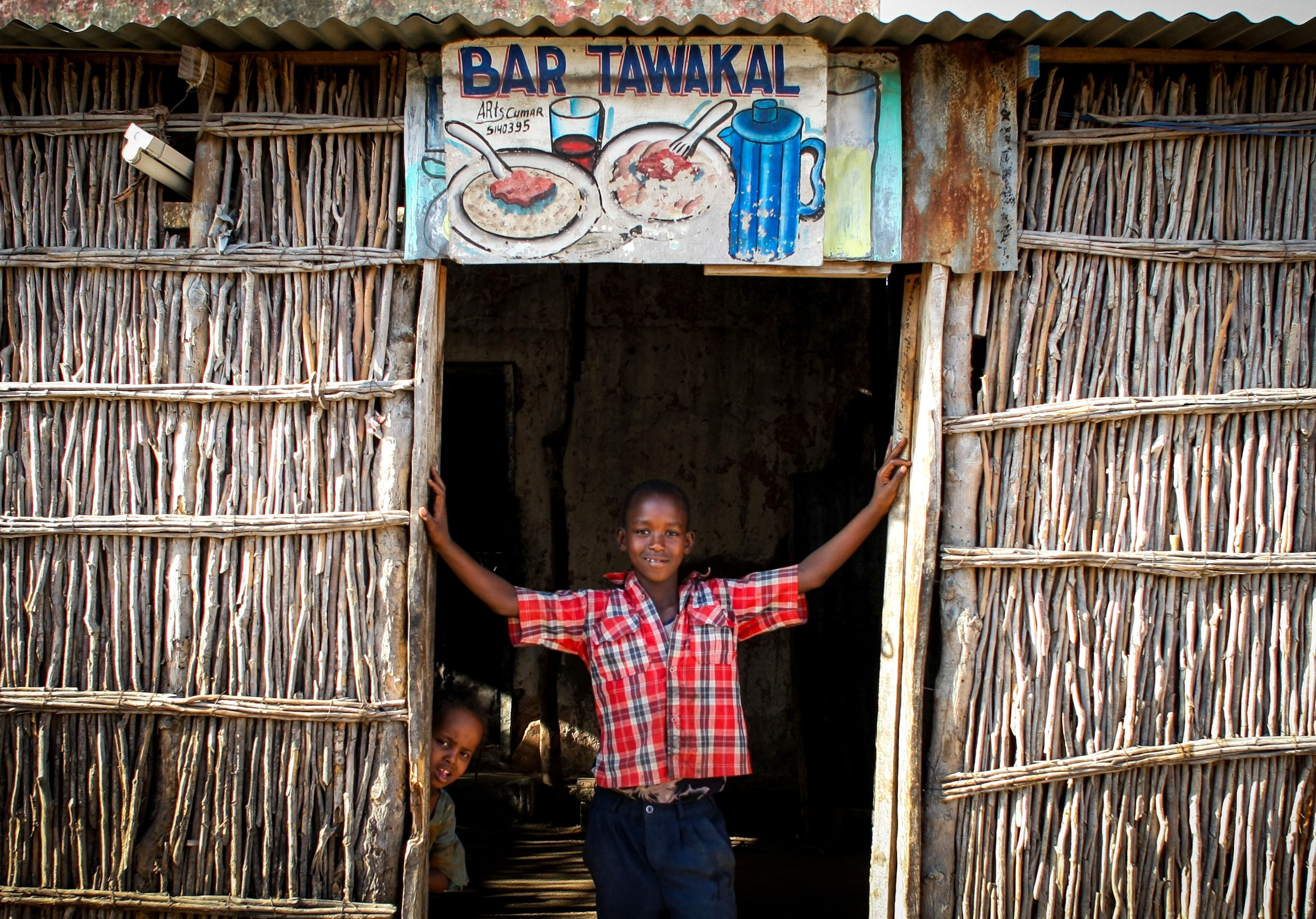
2013_02_28_Buur-Hakba_Town_l_(8550239063)

تعتبر بورهاكبا مركزًا لتجارة المواشي نظرًا لموقعها الاستراتيجي. في أيام الاثنين، يأتي رجال الأعمال من المناطق المحيطة إلى هذه البلدة لتجارة الماشية. تساهم المنتجات الزراعية أيضًا بشكل كبير في الناتج المحلي الإجمالي للمدينة. على مدى السنوات العشر الماضية، تحولت الزراعة من المحاصيل في المقام الأول إلى المحاصيل والخضروات والفواكه. تتمتع أيام الاثنين بأعلى مستوى للنشاط الاقتصادي مقارنة بأيام الأسبوع الأخرى. هناك أيضًا خدمات حديثة مثل الاتصالات السلكية واللاسلكية والوصول إلى الإنترنت ومراكز التسوق.

## الصحة
يوجد في بورهكبا مستشفيان مستشفى هكابا المرجعي ومركز فالسان الطبي واثنان من مستشفيات صحة الأم والطفل و بورهكبا التي تقدم الدعم الغذائي بشكل أساسي بشكل إلزامي النساء الحوامل في البلدة لا تزوره كرعاية قبل الولادة أو بعد الولادة كما أن لديها T.B. المركز وعشرات الصيدليات والعيادات غير المسجلة. وشهدت المدينة وباء الكوليرا عدة مرات وأودى بحياة مئات الأشخاص.

## التعليم
يوجد في بورهكبا جامعة واحدة وخمس مدارس ابتدائية وثانوية د.أيوب شيخ يارو، عمار بن ياسر، زاد، دارولكسيما والبشرى ومدارس ابتدائية ومتوسطة وابيري، هكابا، عران، الشنين، إمام نووي بالإضافة إلى العشرات من المدارس. هناك ثلاث مؤسسات معهد بانودة للعلوم والتكنولوجيا، كلية الجبل وكلية نجوم الدولية.